# Korg MS-20
El Korg MS-20 és un sintetitzador analògic, monofònic, produït per l'empresa japonesa Korg entre el 1978 i el 1983. Va formar part de la línia MS junt amb el MS-10, el MS-50 i el vocoder VC-10.
Es defineix com un sintetitzador semi-modular. Això vol dir que permet canvis substancials en l'arquitectura de creació de so, a voluntat de l'usuari. S'aconsegueix mitjançant un patch-board o banc de connexions que s'estableixen físicament mitjançant cables jack d'un quart de polzada. Així s'altera l'ordre tradicional dels diferents elements que contribueixen en la creació del so (VCO, VCF, VCA, LFO, EG), i també permet incorporar-hi i processar fonts externes d'àudio.
Tot i això, i a diferència dels grans sintetitzadors modulars de finals dels 60 i que encara avui es continuen fabricant i venent, els sintetitzadors semi-modulars com el MS-20 tenen una ruta elèctrica predefinida ("hard-wired") entre els seus components, la qual cosa ens evita, si volem, d'inserir cap cable per modificar l'estructura del sintetitzador. Estava preparat per sintetitzar i emetre sons tal com venia de fàbrica.
Algunes prestacions són: teclat de 37 tecles, roda de modulació assignable, switch momentani assignable, dos oscil·ladors, dos envolvents, dos filtres ressonants (passa-alts i passa baixos), mòdul sample-and-hold, entrada externa d'àudio, i processador extern de senyal, amb la qual cosa qualsevol font de so monofònica es podia adaptar a les tensions internes del MS-20, i permetia així controlar el to o qualsevol altre paràmetre del sintetitzador amb una guitarra elèctrica, la veu humana o una pista de bateria, per exemple.
Tot i les capacitats tècniques, experimentals i creatives que sempre ofereix un sintetitzador modular, va caure en desús davant l'aparició dels primers sintetitzadors polifònics de cost mitjà-baix (Prophet 5, Oberheim OBX).

## Alguns usuaris famosos del Korg MS-20
- Orchestral Manoeuvres in the Dark
- Deutsch-Amerikanische Freundschaft
- William Ørbit
- Florenci Salesas
- Jean Michel Jarre
- Francesc Diaz Melis
- Motor Combo
- Front 242
- Einstürzende Neubauten
- Cluster
- Roedelius
- Alain Wergifosse
- The Prodigy
- Vince Clarke (Yazoo, Erasure)
- Portishead
- Super Elvis
- Juzz Ubach
- Escupemetralla
- Daft Punk
- Apollo 440
- Die Krupps
- Suck
- Skinny Puppy
- KMFDM
- Aphex Twin
- Michel Huygen
- Neurònium
- Air
- Add N To (X)
- Electronic Dream Planet
- Front Line Assembly
- Stereolab
- Víctor Nubla
- Cassiber
- The Shamen
- Coldcut
- Hardfloor
- Trentemøller